# Molophilus (Molophilus) laevistylus
Molophilus (Molophilus) laevistylus is een tweevleugelige uit de familie steltmuggen (Limoniidae). De soort komt voor in het Australaziatisch gebied.